# 取得補償額
取得補償額（しゅとくほしょうがく）とは、土地収用法その他の法律により土地等を収用することができる事業者が、必要な土地等の取得にあたって支払う補償額をいう。
取得する土地に対しては、正常な取引価格をもって補償するのが原則である。当該土地に移転すべき建物その他の物件があるときは、当該物件がないものとして、すなわち更地としての正常な取引価格による（公共用地の取得に伴う損失補償基準要綱）。建物の取得に係る補償については、土地の取得に係る補償の例による。従って、原則として、取得する建物に対しても正常な取引価格をもって補償するものとされている。基本的には、市場価値概念と同義であるが、更地主義が貫かれている。

## 概要
土地基本法は、土地は現在及び将来における国民のための限られた貴重な資源であること、国民の諸活動にとって不可欠な基盤であること、土地利用と密接な関係があること、その価値が人口及び産業の動向、土地利用の動向、社会資本の整備状況等により変動することなど、公共の利害特性を有していることに鑑み、土地については、公共の福祉を優先させるものとされている。
昭和37年3月20日、公共用地審議会は、建設大臣からの諮問に対し、「公共用地の取得に伴う損失の補償を円滑かつ適正に行なうための措置に関する答申」を行った。それまでの補償基準は不備不統一であり、それが公共用地取得の最も大きな障害となっていると認め、適正かつ統一的な補償基準の確立を図った。答申の主な内容は以下のとおり。
- 第一　統一的な損失補償基準の確立

補償項目の整理統一、補償額算定方法の統一、個々の事業の実施における損失補償基準の適正な実施を確保する措置の3点の必要性について提言。
公共用地取得に伴う精神的苦痛については、社会生活上受忍すべきものであって、通常生ずる損失とは認めることができないものであるから、謝金等の不明確な名目による補償はしないようにすべきである。
取得しようとする土地およびその残地以外の土地については、日蔭、臭気、騒音等による損失、損害については、社会生活上受忍すべき範囲をこえるものである場合には、別途損害賠償請求が認められることもあろうが、損失補償の項目とすべきものではない、とされた。
- 第二　公共補償の基準の確立
- 第三　鑑定評価制度の確立

この答申を受け、同年6月29日に、「公共用地の取得に伴う損失補償基準要綱の施行について」が閣議了解、「公共用地の取得に伴う損失補償基準要綱」が閣議決定された。損失補償基準要綱の適正な実施を確保する措置として、各省庁はこの要綱に定めるところにより基準を制定し、また、その他の公益事業者等に対し、この要綱に準じて基準を制定するよう指導するものとされた。また、この要綱は、土地収用法に基づく収用委員会の裁決においても基準となるものとされた。鑑定評価制度については、宅地制度審議会において審議することになった。

## 評価の方法
土地
正常な取引価格は、近傍類地の取引価格を基準とし、これらの土地及び取得する土地の位置、形状、環境、収益性その他一般の取引における価格形成上の諸要素を総合的に比較考量して算定するものとする。
基準とすべき近傍類地の取引価格については、取引が行なわれた事情、時期等に応じて適正な補正を加えるものとされている。
地代、小作料、借賃等の収益を資本還元した額、土地所有者が当該土地を取得するために支払った金額及び改良又は保全のために投じた金額並びに課税の場合の評価額は、正常な取引価格を定める場合において参考となるものである。
基本的な評価方法は取引事例比較法であり、収益還元法は参考手法としている。
建物
近傍同種の取引事例がない場合の建物の取得補償額は、次式により算定した額によるものとされている。
```
    推定再建築費 × 現価率 × 建物面積
```

## 評価上の留意点

### 事業の影響
土地を取得する事業の施行が予定されることによって当該土地の取引価格が低下したと認められるときは、当該事業の影響がないものとしての正常な取引価格によるものとされている。

### 感情価値等
正常な取引価格を定める場合においては、通常の利用方法に従って評価するものとし、土地所有者の主観的な感情価値あるいは当該土地を特別の用途に用いることを前提として生ずる価値は、考慮しないものとする。

### 建物等の移転料
建物等を移転することが必要な場合には、通常妥当と認められる移転方法によって移転するのに要する費用を補償するものとされている。工作物についても同様に補償する。建物等が分割されることとなり、その全部を移転しなければ従来利用していた目的に供することが著しく困難となるときは、当該建物等の所有者の請求により、当該建物等の全部を移転するのに要する費用を補償するものとされている。（関連移転）
通常妥当と認められる移転方法として、補償基準細則では以下の６工法が規定されており、支障物件の状況を踏まえて有形的、機能的、法制的、経済的な検討を加え、移転方法を認定することとなる。
- 構内再築工法
- 構外再築工法
- 曳家工法
- 改造工法
- 復元工法
- 除却工法

### 残地の補償
土地を取得されることによって残地が生じ、残地に関して、価格の低下、利用価値の減少等の損失が生じたときは、これらの損失額を補償するものとする。残地に高低差が生じるなどして、通路等の設置の必要が生じたときは、工事費等の通常要する費用を補償するものとする。

### 日陰、臭気、騒音等
事業の施行により生ずる日陰、臭気、騒音等による不利益又は損失については補償しないのが原則。しかしながら、これらの損失等が社会生活上受忍すべき範囲を超えるものである場合には、別途、損害賠償の請求が認められることもあるので、これらの損害等の発生が確実に予見されるような場合には、予めこれらについて賠償することは差し支えないものとされている。

## 関連評価基準等
- 公共用地の取得に伴う損失補償基準要綱 (PDF) （昭和37年6月29日閣議決定）
- 公共用地の取得に伴う損失補償基準 (PDF) （昭和37年10月12日用地対策連絡会決定）
- 公共用地の取得に伴う損失補償基準細則 (PDF) （昭和38年3月7日用地対策連絡会決定）
- 不動産鑑定評価基準